# Kemble (Gloucestershire)
Pour les articles homonymes, voir Kemble.
Kemble est un village du Gloucestershire, Angleterre.
Il se situe à 6 km de Cirencester et est la localité la plus proche de Thames Head, la source de la Tamise.